# مانع عبد الهادي الهاجري
مانع عبد الهادي الهاجري (1949 -) هو سياسيٌ ودبلوماسيٌ قطري، كان قد عمل سفيرًا لقطر في سوريا ومصر والأردن، كما شارك في عددٍ من المؤتمرات والمحافل العربية والإقليمية والدولية.

## حياته
وُلد مانع بن عبد الهادي مانع الشهواني الهاجري في الدوحة عام 1949. حصل على درجة البكالوريوس في التاريخ من جامعة بيروت العربية عام 1976. عمل بعدها في وزارة التربية والتعليم القطرية في الفترة ما بين 1969-1984 ووزارة الإعلام القطرية في الفترة ما بين 1975-1976، كما كان قد شغل منصب مدير إدارة تلفزيون قطر عام 1987 واستمر في منصبه حتى عام 1988. أصبح بعدها سفيرًا لدولة قطر في عددٍ من الدول، فكان سفير قطر في سوريا (1989-1991)، ومصر (1995-1998) حيث كان أيضًا مندوب قطر في جامعة الدول العربية وسفيرًا غير مُقيم لدولة أريتريا، ثم أصبح سفيرًا في الأردن (2003-2011). شارك أيضًا في عددٍ من المؤتمرات والمحافل العربية والإقليمية والدولية. يعمل منذ 2012 سفيرًا في الديوان العام لوزارة الخارجية القطرية.
حصل على عددٍ من الأوسمة والجوائز، ومنها وسام الاستحقاق البريطاني عام 1985، ووسام الاستحقاق الفرنسي عام 1986، ووسام الاستحقاق السوري من الدرجة الممتازة عام 1991، ووسام الاستقلال من الدرجة الأولى من الأردن عام 2011.[تحقق من المصدر]